# Acronicta bivirgae
Acronicta bivirgae là một loài bướm đêm trong họ Noctuidae.